# Uschi Elias
Uschi Elias (* 12. März 1965 in Bergisch Gladbach; † 27. April 2012 in Hennef) war eine deutsche Kettensägenkünstlerin. Sie lebte seit 1999 in der Hennefer Ortschaft Oberhalberg.

## Leben und künstlerisches Schaffen
Uschi Elias war Bildhauerin. Bekannt wurde sie durch ihre großen Holzskulpturen, die sie mit Hilfe ihrer Kettensägen schuf. Durch die Verarbeitung von Brennholz hatte sie den Umgang mit der Motorsäge gelernt und ihre Liebe zum Holz entdeckt.
Dass „Frau“ mit der Kettensäge mehr kann als nur Bäume fällen und zersägen, wurde ihr ca. 2004 bewusst. Begonnen hatte sie mit Stühlen. Seitdem wurde sie als Kettensägenkünstlerin aktiv, die vielfältige Objekte schuf. Sie war seit Pfingsten 2006 Mitglied des „Husqvarna Carving Team Germany“. Auch war sie Mitglied im „Chainsaw Chix Team USA“. Sie war international bekannt und weltweit bei Kettensägenevents tätig.
Sie nahm an zahlreichen Wettbewerben teil, etwa „V. Europäisches Chainsaw Carving 2011“, „ECHO Carving Cup Deutschland“ (2010) und „III. Kettensägen Kunsttage Thüringen“ (2010), um nur einige zu nennen. Bei der „US Open Chainsaw Sculptor Championship“ errang sie 2011 den vierten Platz.
Auch in ihrem Wohnort Hennef kannte man sie, u. a. als Teilnehmerin des Hennefer Stadtfestes, vor allem aber als Schöpferin der überlebensgroßen Walrossdame „Trude“, die im April 2008 im Hennefer Kurpark ihren Platz fand. Bereits im Januar 2005 zeigte sie unter dem Titel „Kunsthandwerk aus Holz“ Skulpturen und Schalen in einer Ausstellung im Hennefer Rathaus. Im Umfeld ihres Wohnorts Oberhalberg hinterließ sie viele Spuren. Noch heute findet man hier ihre Skulpturen, u. a. im Bereich ihres ehemaligen Wohnhauses, an einem Feldweg zwischen Ober- und Niederhalberg (Zauberer „Roskump“ aus Douglasie) oder im Bödinger Bauerngarten (Pietà) sowie in einigen Vorgärten in den benachbarten Ortschaften.
Bereits seit Jahrzehnten beschäftigte sie sich mit Indianern, nachdem ihre Mutter ihr im Alter von acht Jahren indianischen Schmuck geschenkt hatte. Seither ließ sie dieses Thema nicht mehr los. In ihrem Garten stand ein Tipi mit selbst gebauten Stühlen davor. Es ging ihr jedoch nicht darum, Indianer zu werden oder zu spielen, sondern sie interessierte sich für deren Lebensphilosophie und deren besonderen Kontakt zur Natur.

## Beispiele für ihre Werke
Neben den bereits erwähnten (Walrossdame „Trude“, Zauberer „Roskump“, Hölzerne Pietà) umfassten ihre Arbeiten u. a.:
- Skulptur „Kappes Anna“, in Raesfeld (2009 aus einem einen Meter dicken Eichenbaumstamm geformt)[8]
- Skulpturen „Alchimist“ und „Kater Remus“, in Stadt Blankenberg[9]
- Skulptur „Frau im Brunnen“, in Neustadt an der Orla (s. u.: Commons)
- Gegenständliche Skulpturen (Menschen, Adler, Bären, Schildkröten, Salamander, Eulen, Zwerge usw.)
- Künstlerische Skulpturen (z. B. Büffeltochter, Wolfsmann, Adlergeist, Kulturschock, Die Inseln der Schildkröten u. v. m.)
- Kunst aus Baumstümpfen (Walross, Hausnummer, Freiheit, Totem, …)
- Lampen in allen Arten und Formen, oft in Verbindung mit Salzkristalllampen (z. B. Lichterstele, Weide mit Salzkristall, Walnuss mit Salzkristall)
- Trapperstühle in großer Vielfalt
- Schalen und Schüsseln aus verschiedenen Hölzern und in allerlei Formen und Größen